# Askania-Nova, Ucraina
Askania-Nova (în ucraineană Асканія-Нова) este o așezare de tip urban din raionul Ceaplînka, regiunea Herson, Ucraina. În afara localității principale, nu cuprinde și alte sate.

## Demografie
Componența lingvistică a așezării de tip urban Askania-Nova
     Ucraineană (59,02%)
     Rusă (40,23%)
     Alte limbi (0,21%)
Conform recensământului din 2001, majoritatea populației așezării de tip urban Askania-Nova era vorbitoare de ucraineană (59,02%), existând în minoritate și vorbitori de rusă (40,23%).